# وسط مدلبروك 7H9
وسط مدلبروك 7H9 هو وسط إنمائي سائل يستخدم خصيصا لزراعة البكتيريا الفطرية وبشكل ملحوظ للبكتيريا الفطرية السلية.

## روابط خارجية
- Middlebrook 7H9 Broths